# Phrudocentra janeira
Phrudocentra janeira is een vlinder uit de familie van de spanners (Geometridae). De wetenschappelijke naam van de soort is voor het eerst geldig gepubliceerd in 1897 door William Schaus.